# Дубовка (посёлок, Узловский район)
Ду́бовка — посёлок (в 1944—2013 гг. — посёлок городского типа) в Узловском районе Тульской области России.
В рамках административно-территориального устройства относится к Акимо-Ильинской сельской администрации Узловского района, в рамках организации местного самоуправления является центром Шахтёрского сельского поселения.

## География
Расположен в 5 км к югу от районного центра города Узловая.

## История
Населённый пункт был основан в 1940-х годах как шахтёрский посёлок на базе угольного бассейна.
22 ноября 1944 года населенный пункт при шахтах № 6, 7, 8 города Узловая Московской области отнесён к категории рабочих посёлков с присвоением ему наименования Дубовка.
После освобождения Донбасса от фашистских войск и открытия новых месторождений, угольный бассейн теряет свою перспективность в связи с низким качеством добываемого здесь угля. Угольная промышленность района приходит в упадок, шахты постепенно начинают закрываться.
Расширение посёлка в 1951 году произошло решением Мособлисполкома № 213 от 23.02.1951 «О включении в черту рабочего посёлка Дубовка населённых пунктов горняцких шахт NN 5, 8, 10 и 11 треста „Щербаковуголь“».
К 1990-м годам работающих шахт практически не осталось. Отток населения также вызвало радиоактивное заражение местности в 1986 году в результате аварии на Чернобыльской АЭС.
С 2006 года до 2013 года посёлок образовывал муниципальное образование (городское поселение) рабочий посёлок Дубовка в составе Узловского района.
В 2009 году из части р. п. Дубовка образован сельский населённый пункт посёлок Южный и передан в подчинение Узловского района.
В 2013 году Дубовка преобразована в сельский населённый пункт и отнесена к Акимо-Ильинской сельской администрации в рамках рамках административно-территориального устройства, а в рамках организации местного самоуправления стала центром Шахтёрского сельского поселения.

## Население
| 1959   | 2002  | 2009  | 2010  | 2012  | 2013  | 2021  |
| ------ | ----- | ----- | ----- | ----- | ----- | ----- |
| 14 781 | ↘9206 | ↘9166 | ↘8942 | ↘8921 | ↗8932 | ↘8159 |

Население — 8159 чел. (2021).

## Инфраструктура
Здесь имеются три детских сада (3, 6, 15), четыре школы (3, 16, 18, интернат-школа), музыкальная школа, поликлиника, а также более 10 магазинов («Астра», «Десяточка», «Дубовка», «Евгений», «Киоск», «Вояж», «Магнит», «Магнит-косметик», «Наш», «Ночник», «Пятёрочка», «Роспечать», «Татьяна»), 2 аптеки, 3 парикмахерских, 2 шиномонтажа и стадион.
Развит общественный транспорт (автобусы, газели и микроавтобусы), маршруты — 150 (каждые 2 часа), 151 (каждые 30 минут) и 153 (каждые 10 минут). В 2016, 2018 были построены новые дома. В 2017 была проложена дорога от поворота на посёлок Дубовка до остановки Поссовет, а в 2019 была сделана дорога у Дома культуры.

## Известные жители и уроженцы
- Карлов, Евгений Николаевич (1960—1992) — Национальный Герой Азербайджана.
- Коваленко, Климентий Данилович (1897—1979) — Герой Социалистического Труда.